# Laura Knight (tenisačica)
Laura Knight, ameriška tenisačica, * ?, † 26. junij 1936.
V vseh treh konkurencah se je po enkrat uvrstila v finale turnirja za Nacionalno prvenstvo ZDA. V posamični konkurenci na prvem turnirju leta 1887, ko jo je premagala Ellen Hansell. V konkurenci ženskih dvojic leta 1889 skupaj z Marian Wright, v konkurenci mešanih dvojic pa leta 1887 skupaj z E. D. Fariesom.

## Finali Grand Slamov

### Posamično (1)

#### Porazi (1)
| Leto | Turnir                   | Nasprotnica v finalu | Rezultat finala |
| 1887 | Nacionalno prvenstvo ZDA | Ellen Hansell        | 0–6, 1–6        |

### Ženske dvojice (1)

#### Porazi (1)
| Leto | Turnir                   | Partnerica    | Nasprotnici v finalu               | Rezultat finala |
| 1889 | Nacionalno prvenstvo ZDA | Marian Wright | Margarette Ballard Bertha Townsend | 0–6, 2–6        |

### Mešane dvojice (1)

#### Porazi (1)
| Leto | Turnir                   | Partner      | Nasprotnika v finalu   | Rezultat finala |
| 1887 | Nacionalno prvenstvo ZDA | E. D. Faries | L. Stokes Joseph Clark | 5–7, 4–6        |